# Diocèse de Concordia
Ne doit pas être confondu avec Diocèse de Concordia-Pordenone.
Le diocèse de Concordia (en latin : Dioecesis Foroconcordiana ; en espagnol : Diócesis de Concordia) est un diocèse de l'Église catholique en Argentine, suffragant de l'archidiocèse de Paraná.

## Territoire
Il comprend quatre départements de la province d'Entre Ríos : Colón, Concordia, Federación, San Salvador ainsi qu'une partie du département de Federal ce qui représente un territoire d'une superficie de 15 000 km2 divisé en 30 paroisses.
Le siège épiscopal est dans la ville de Concordia où se trouve la cathédrale Saint-Antoine-de-Padoue.

## Historique
Le diocèse est érigé le 10 avril 1961 par la constitution apostolique Dum in nonnullis du pape Jean XXIII en prenant une partie du territoire de l'archidiocèse de Paraná dont Concordia devient le suffragant.
Par la lettre apostolique Venerabilis Frater du 8 septembre 1980, le pape Jean-Paul II confirme que la Vierge Marie honorée sous le vocable de Notre-Dame de Concordia est la patronne principale du diocèse.

## Évêques
- Ricardo Rösch (12 juin 1961 - 21 août 1976)
- Adolfo Gerstner (24 janvier 1977 - 2 mai 1998)
- Héctor Sabatino Cardelli (2 mai 1998 - 21 février 2004), nommé évêque de San Nicolás de los Arroyos
- Luis Armando Collazuol (21 juillet 2004 - 21 juin 2023)
- Gustavo Gabriel Zurbriggen, depuis le 21 juin 2023